# Rihei Sano
Rihei Sano (japanska: 佐野 理平; Sano Rihei), född 21 september 1912 i Shizuoka, död 26 mars 1992, var en japansk fotbollsspelare.